# Nāḩiyat al Karrādah ash Sharqīyah
Nāḩiyat al Karrādah ash Sharqīyah (arabiska: ناحية الكرادة الشرقية) är ett underdistrikt i Irak.   Det ligger i provinsen Bagdad, i den centrala delen av landet. Huvudstaden Bagdad ligger i Nāḩiyat al Karrādah ash Sharqīyah.